# Temporadas de ciclones na região da Austrália da década de 1900
A seguir está uma lista de ciclones tropicais da região australiana de 1900 a 1910.

## Tempestades

### Ciclone Leonta (março de 1903)
O ciclone Leonta foi um ciclone tropical que causou graves danos no norte de Queensland em 9 de março de 1903, com aproximadamente 14 vidas perdidas (12 em Townsville e 2 em Charters Towers).

### Ciclone tropical Sem nome (janeiro de 1906)
Em 27 de janeiro de 1906, um ciclone tropical cruzou a costa, perto de Cairns. As casas foram destruídas, as árvores foram arrancadas e espalhadas pelas cidades, e o Hotel Rhodes e o Hotel Crown sofreram danos. Alguns prédios comerciais e uma igreja também foram danificados. Em Innisfail, algumas estruturas foram destruídas e algumas plantações de banana e canaviais foram destruídas. O ciclone foi notado pela última vez, no dia seguinte.

### Ciclone tropical Sem nome (março de 1906)
Em 4 de março de 1906, outro ciclone cruzou a costa, perto de Cairns. A cidade de Croydon foi completamente destruída devido à tempestade. Duas igrejas foram destruídas e os correios sofreram danos no telhado. O Tribunal foi destruído e danos graves em toda a cidade foram vistos depois que o ciclone passou. O Normanton e o Mackay também experimentaram ventos fortes. Um rio transbordou e uma ponte foi destruída em Cattle Creek.

### Ciclone tropical Sem nome (janeiro de 1907)
Um ciclone tropical em desenvolvimento foi detectado no Mar de Coral em 17 de janeiro de 1907. O sistema atingiu a costa ao norte de Hope Vale no dia seguinte, enquanto acelerava para o sudoeste. Em seguida, virou para o norte-noroeste, depois para o sul, antes de emergir no Golfo de Carpentaria em 22 de janeiro, perto de Kowanyama. Seguindo novamente para o sudoeste, o ciclone atingiu a costa ao norte de Burketown no dia seguinte, antes de se dissipar em 26 de janeiro.
Muitos edifícios foram destruídos e/ou sofreram danos. As colheitas também foram destruídas e houve 9 mortes relatadas.

### Ciclone tropical Sem nome (janeiro de 1908)
Em 6 de janeiro de 1908, um ciclone tropical se formou no Golfo de Carpentaria, a leste de Nhulunbuy. Movendo-se para oeste-sudoeste, o sistema atingiu a costa perto de Aurukun no mesmo dia. Ele logo se mudou para o mar no Mar de Coral no dia seguinte, antes de ser observado pela última vez em 10 de janeiro.

### Ciclone tropical Sem nome (março de 1908)
Em 11 de março de 1908, um ciclone tropical foi detectado no Mar de Coral. Movendo-se para o sul-sudeste, o ciclone atingiu a costa, perto da praia Dawson no mesmo dia. Foi observado pela última vez em 13 de março, quando se dissipou para o interior, a oeste da praia Sunshine.
Danos generalizados são relatados em St. Lawrence e Nebo. As fatalidades do ciclone eram desconhecidas.

### Ciclone tropical Sem nome perto da praia de Ninety Mile (abril de 1908)
Em 27 de abril de 1908, a frota de pérolas (novamente) na praia de Ninety Mile experimentou toda a força de uma tempestade. A perda de vidas ultrapassou 50 pessoas.

### Possível ciclone tropical na Austrália Ocidental (janeiro de 1909)
Um possível ciclone tropical afetou Exmouth em 20 de janeiro de 1909. Uma escuna e mais dois luggers foram destruídos e um rio transbordou. Os danos totais e mortes eram desconhecidos.

### Ciclone tropical Sem nome (janeiro de 1909)
Em 29 de janeiro de 1909, um ciclone tropical em desenvolvimento foi detectado perto de Alotau. Movendo-se lentamente para o sudeste, o ciclone atingiu seu pico de intensidade de 990 hPa em 2 de fevereiro antes de enfraquecer. Foi notado pela última vez, perto do limite leste da bacia, no dia seguinte. Nenhuma massa de terra foi afetada.

### Ciclone tropical Sem nome (ciclone Normanton de 1909)
Um ciclone se desenvolveu no Golfo de Carpentaria em uma data desconhecida. Em 4 de março de 1909, o ciclone atravessou, apenas 4 km, perto de Normanton. Ventos fortes foram experimentados e houve árvores arrancadas. Muitas casas em toda a cidade foram danificadas e/ou danificadas. Um tornado pode ter sido gerado pelo ciclone. Nenhuma morte foi relatada.

### Ciclone tropical Sem nome (março de 1909)
Um ciclone pode ter passado por cima e/ou perto de Borroloola em 12 de março, que foi notado pela última vez no dia seguinte. As mortes e danos eram desconhecidos. No entanto, isso não está incluído nos registros do Bureau of Meteorology.

### Ciclone tropical Sem nome (abril de 1909)
Após um ciclone em Onslow, Austrália Ocidental, em janeiro de 1909, uma segunda tempestade atingiu a cidade de 5 a 6 de abril de 1909, causando danos à maioria dos barcos e alguns edifícios. Quatro luggers com todos os 24 tripulantes foram perdidos.

### Ciclone tropical Sem nome (janeiro de 1910)
Em 24 de janeiro, um ciclone tropical com pressão barométrica mínima de 988 hPa foi detectado ao sul-sudeste de Port Moresby. Naquela época, o ciclone estava enfraquecendo e em 27 de janeiro atingiu a costa perto de Cape Tribulation com ventos abaixo da força do vendaval. Ele se moveu para o mar naquele dia, antes de se dissipar em 30 de janeiro, próximo ao limite leste da bacia.
Mar agitado e ventos fortes atingiram Cairns. Dois barcos foram levados para terra e fortes chuvas transbordaram rios em Townsville. Em Rockhampton, houve danos na ferrovia e algumas casas destruídas. Em Mackay, as pontes foram destruídas e houve perdas de estoque.